# Hagam
Hagam (en népalais : हागम) est un comité de développement villageois du Népal situé dans le district de Sindhulpalchok. Au recensement de 2011, il comptait 3 847 habitants.